# Amaniasztabaraqo
Amaniasztabaraqo (uralkodói nevén Szetepkaré) meroéi kusita uralkodó volt i. e. 510–487 között. Valószínűleg Karakamanit követte a trónon, utódja Szi'aszpiqo volt. Dinasztiája többi tagjához hasonlóan Nuriban temették el, a Nu.2 sírba.

## Uralkodása
Arra, hogy Karkamanit követte a trónon, a Nuriban épült piramisok sorrendjéből következtetnek. A piramist a Harvard Egyetem és a Bostoni Szépművészeti Múzeum közös ásatása során tárták fel 1917-ben. A sírban talált leletek jelentős része ma Bostonban található, köztük usébtik, kerámiák, alapítási lerakatok, kő- és aranytárgyak. Szintén Nuriból származik és most Bostonban található egy gránit gneisz sztélé, rajta a király kártusával (katalógusszám 17-2-1910B). A kartúmi Régészeti Múzeumban is megtalálhatóak leletei, köztük egy arany pektorál.

## Fordítás
- Ez a szócikk részben vagy egészben  az   Amaniastabarqa című angol Wikipédia-szócikk ezen változatának fordításán alapul.  Az eredeti cikk szerkesztőit annak laptörténete sorolja fel. Ez a jelzés csupán a megfogalmazás eredetét és a szerzői jogokat jelzi, nem szolgál a cikkben szereplő információk forrásmegjelöléseként.